# La muchacha del cuerpo de oro
La muchacha del cuerpo de oro es una película de Argentina en blanco y negro  dirigida por Dino Minitti según su propio guion que se estrenó el 14 de septiembre de 1967 y que tuvo como protagonistas a Thelma Tixou, Enzo Viena, Hugo Mugica y Alba Mujica.

## Sinopsis
Una obrera que no duda en utilizar su cuerpo para escalar posiciones se enreda con el hampa.

## Reparto
- Thelma Tixou …Noemí
- Enzo Viena …Alfredo
- Hugo Mugica …Raúl
- Alba Mujica …Madre de Noemí
- Fernando Siro …Norberto
- Héctor Pellegrini …Juan Carlos
- Marta Bianchi …Marta
- Coco Fosatti …Ferretero
- Nelly Di Leo
- Emilio Losada …Fernández
- Nina Pontier …Amante de Fernández
- Jorge A. Zuker
- Pimienta
- Rubén Odierna
- Leonardo Simons
- Felice D'Amore
- Susana Valdivia
- Víctor P. Pallazzo
- Marcela Aimard
- Alicia Barti
- Lisardo García Tuñón
- Jaime Saslavsky

## Comentarios
Manrupe y Portela escriben:

”Risible nudie, emulación de Sarli y Leblanc”.

En El Cronista Comercial dijo JLNP:

”Latón disfrazado de Oro”.

Radiolandia opinó:

”Fracasado intento de imponer a Thelma Tixou como otra estrella sexy”.